# Église Saint-Martin de Jouy-en-Josas
Pour les articles homonymes, voir Église Saint-Martin.

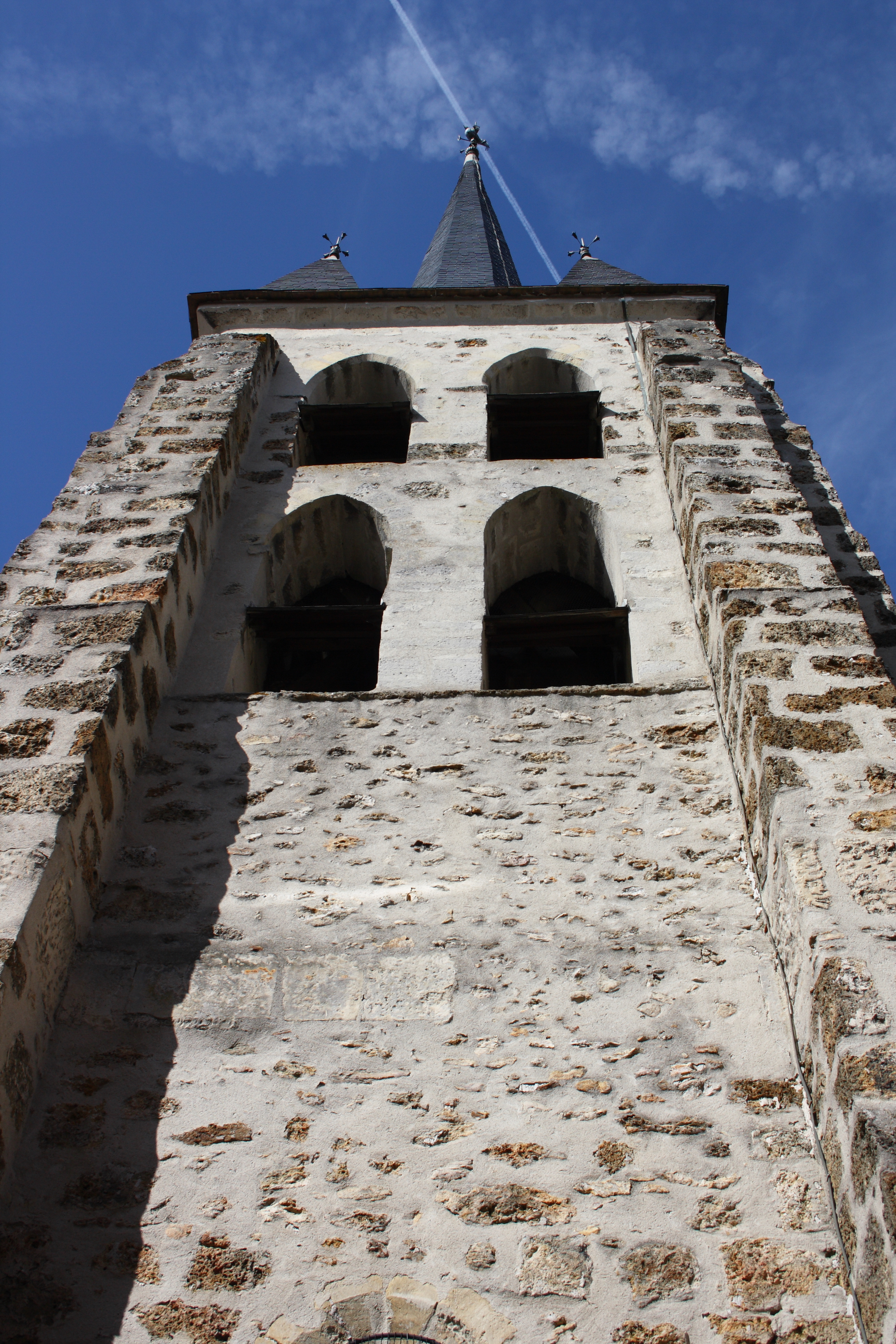
La tour

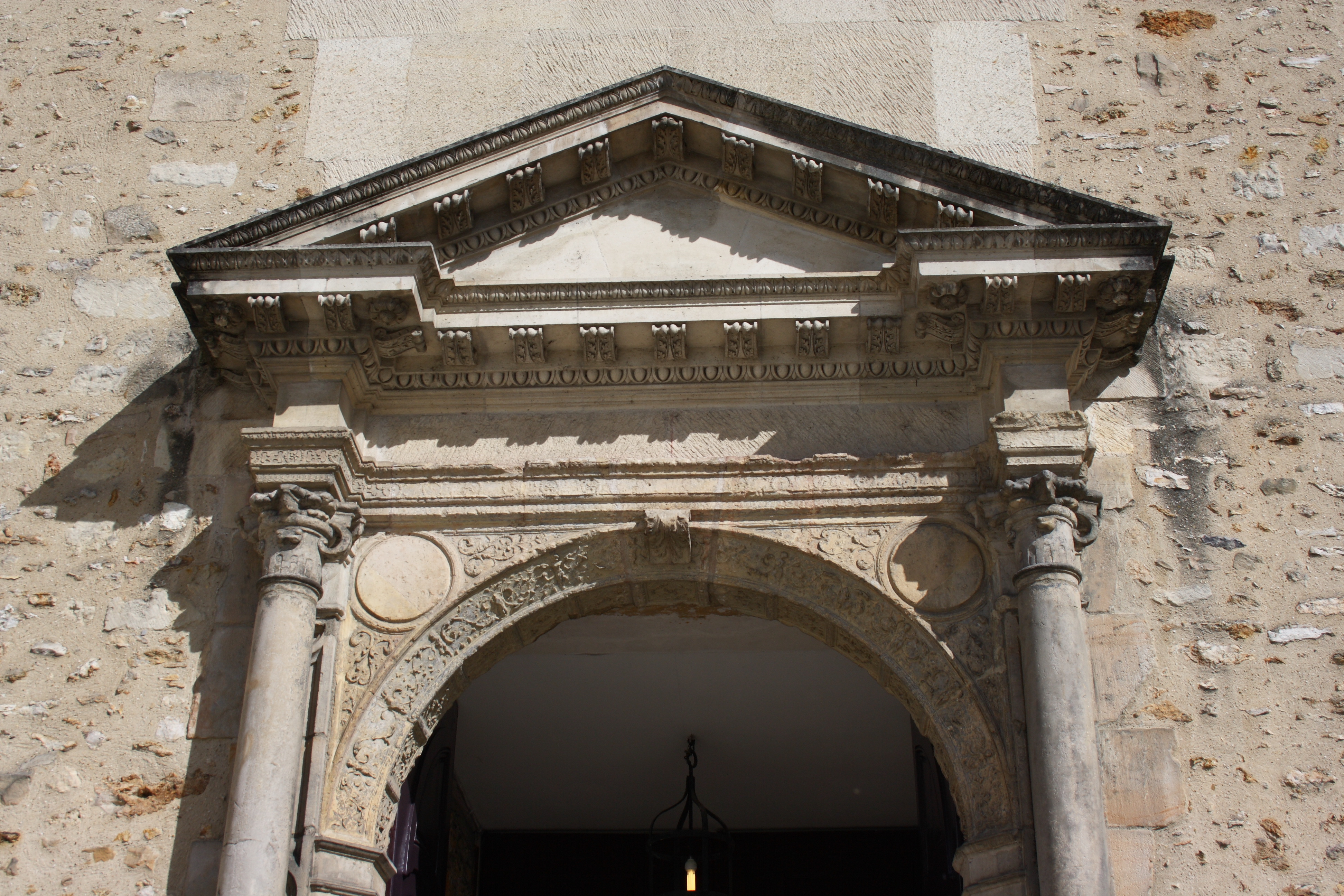
Portail Renaissance

L'église paroissiale catholique Saint-Martin de Jouy-en-Josas, commune française du département des Yvelines et de la région Île-de- France, a été édifiée au milieu du XVIe siècle, sur les fondations d'une église primitive remontant au XIIIe siècle. L'objet le plus précieux de l'église est la sculpture La Diège, une Vierge à l'Enfant du XIIe siècle. En 1950, l'église dédiée à Saint Martin est inscrite sur la liste des monuments de France en tant que monument historique .

## Historique
On peut faire remonter la ville de Jouy-en-Josas au XIe siècle, comme l'indique la mention Gaugiaco  dans le registre des biens de l'Abbaye de Saint-Germain-des-Prés. On suppose qu'à cet endroit se trouvait déjà une église. Les parties les plus anciennes de l'église actuelle, la base de la tour et les murs latéraux du chœur, remontent à un édifice religieux du XIIIe siècle. Cette église tomba en ruine au 14ème/15ème, au lendemain des épidémies de peste et de la guerre de Cent Ans. À la fin du XIXe siècle, les travaux de reconstruction de l'église, consacrée en 1549, commencent.

## Architecture

### Extérieur
Sur la façade ouest se trouve le portail Renaissance encadré de deux colonnes et couronné d'un fronton triangulaire. Le clocher à l'origine autoportant s'élève au-dessus du bas-côté sud.

### Intérieur

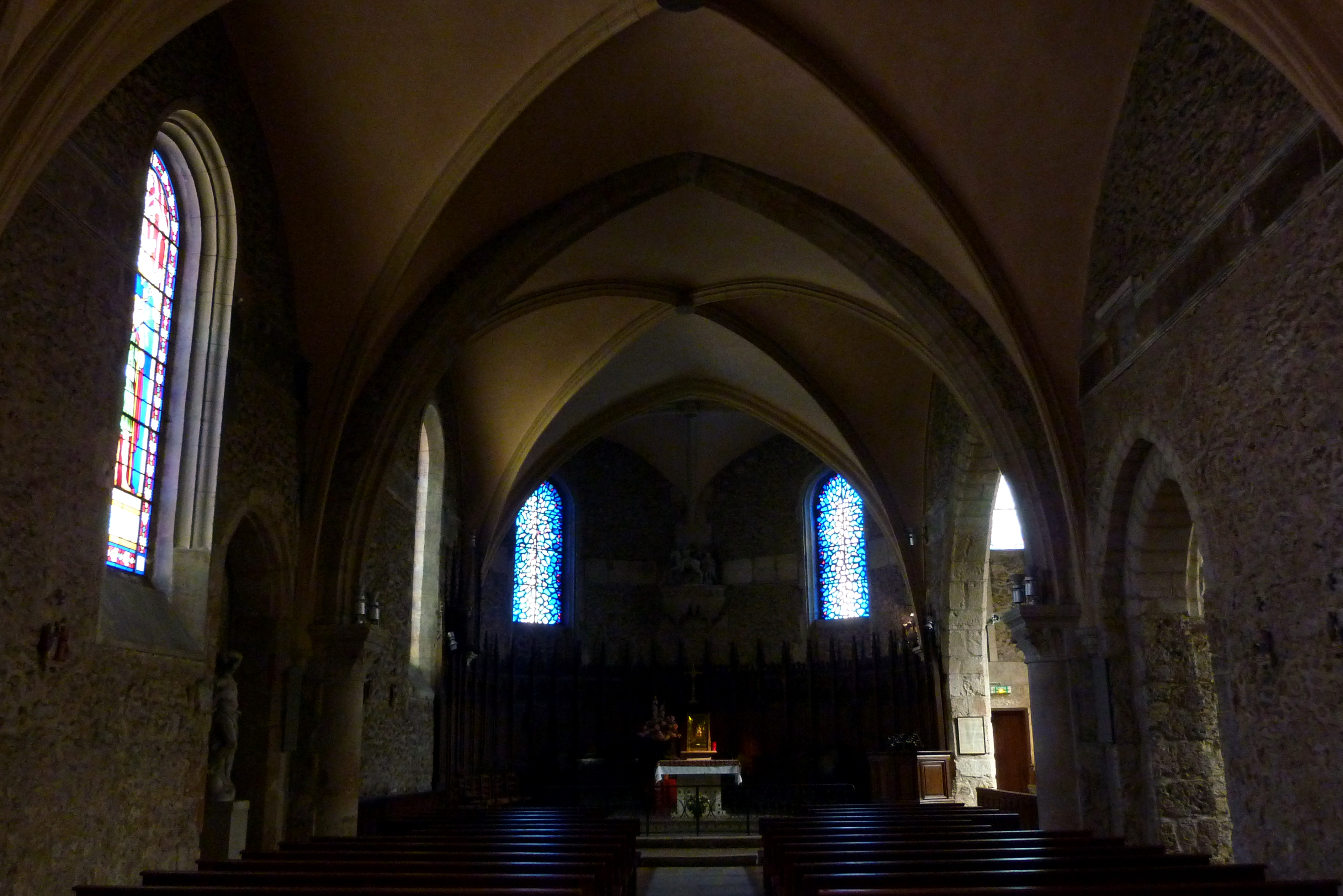
Intérieur avec vue sur le chœur

La nef est composée d'une nef principale et d'une nef latérale. Les deux nefs sont couvertes de voûtes d'ogives et sont séparées l'une de l'autre par de grands arcs en ogive.
Une frise peinte court le long des murs de la nef, une bande de deuil (litre funéraire), sur laquelle on peut voir les armoiries d'importants seigneurs mécènes comme celles de la famille d'Escoubleau de Sourdis.

## Vitraux
Les vitraux de la nef ont été réalisés par Paul Nicod en 1858. Sur le côté nord, ils représentent Saint Martin, le saint patron de l'église, Saint Roch et Saint Sébastien. Une fenêtre du côté sud représente les apôtres Jacques le Mineur, Simon, Barthélemy et André. Un autre vitrail est dédié aux évangélistes Luc, Jean, Marc et Matthieu. Une fenêtre au nord représente des épisodes de la légende du saint : Martin partageant son manteau avec un mendiant, Martin élu évêque, Martin guérissant un possédé et Martin élevé au Paradis. Le vitrail opposé, côté sud, montre des étapes de la vie de Marie : Annonciation, Fuite en Égypte, Adoration par les bergers et Couronnement de Marie.
Les deux vitraux modernes du chœur ont été créés en 1986 dans l'atelier d'Annie et Patrick Confetti aux Loges-en-Josas.

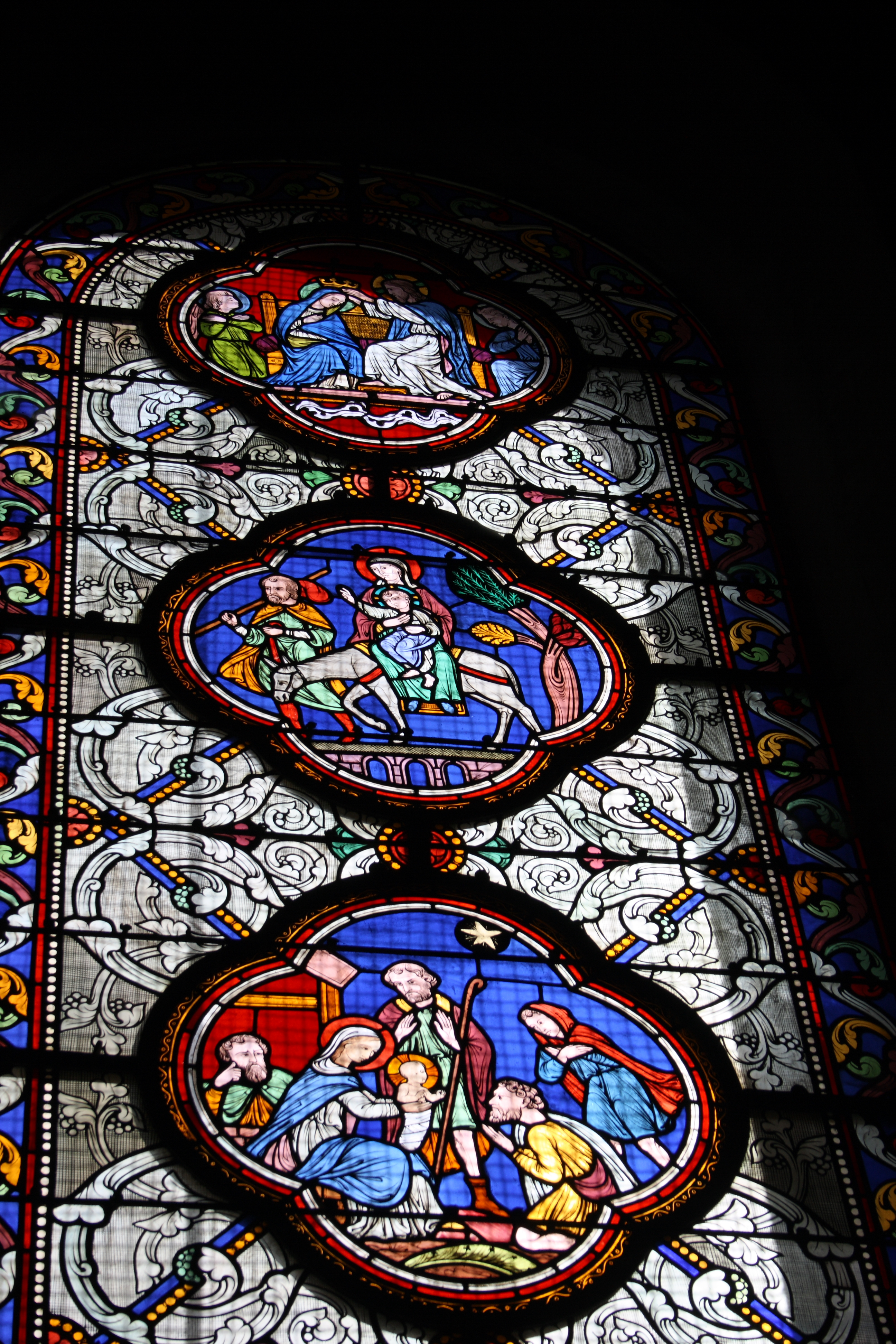
Scènes de la vie de Marie
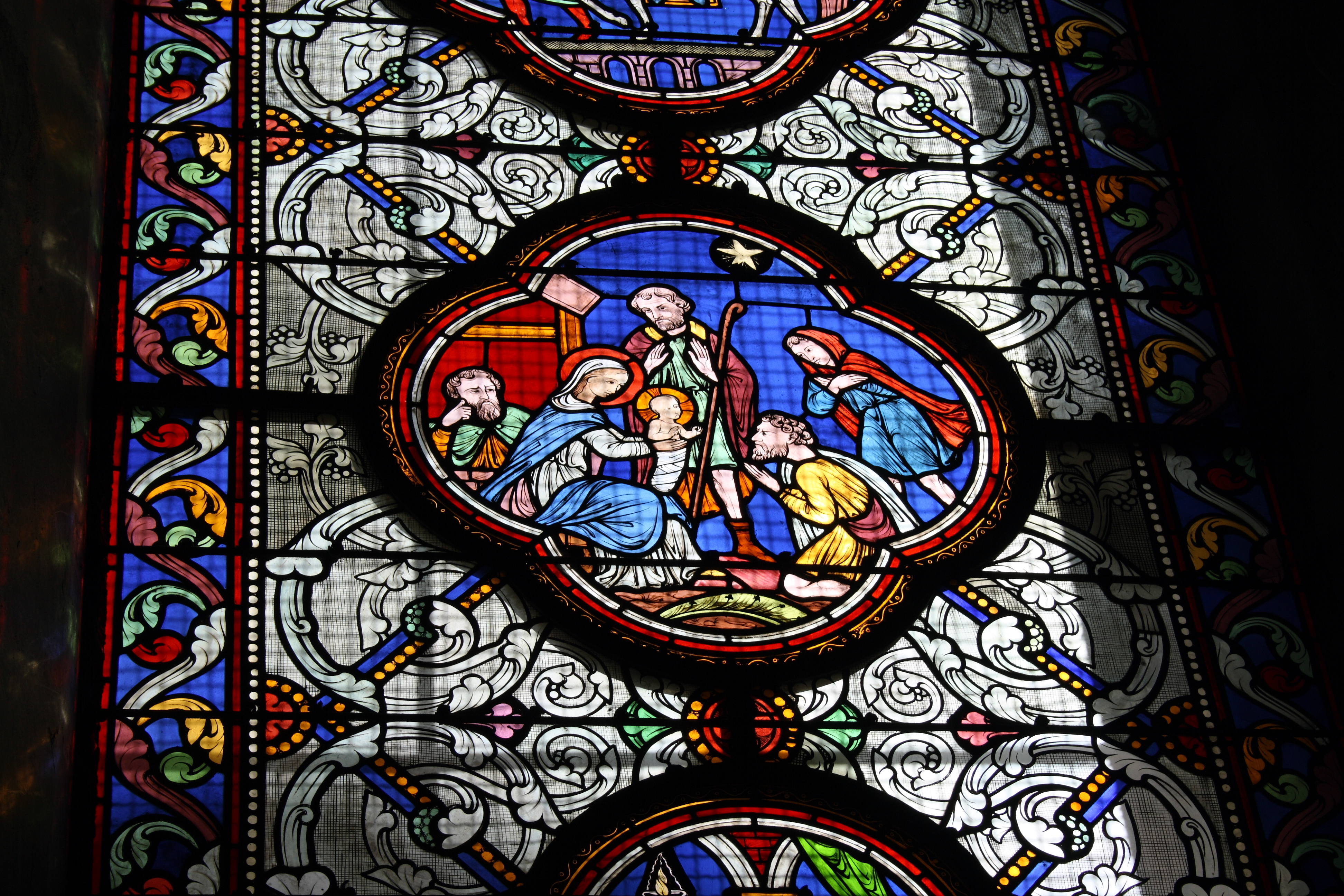
Adoration par les bergers
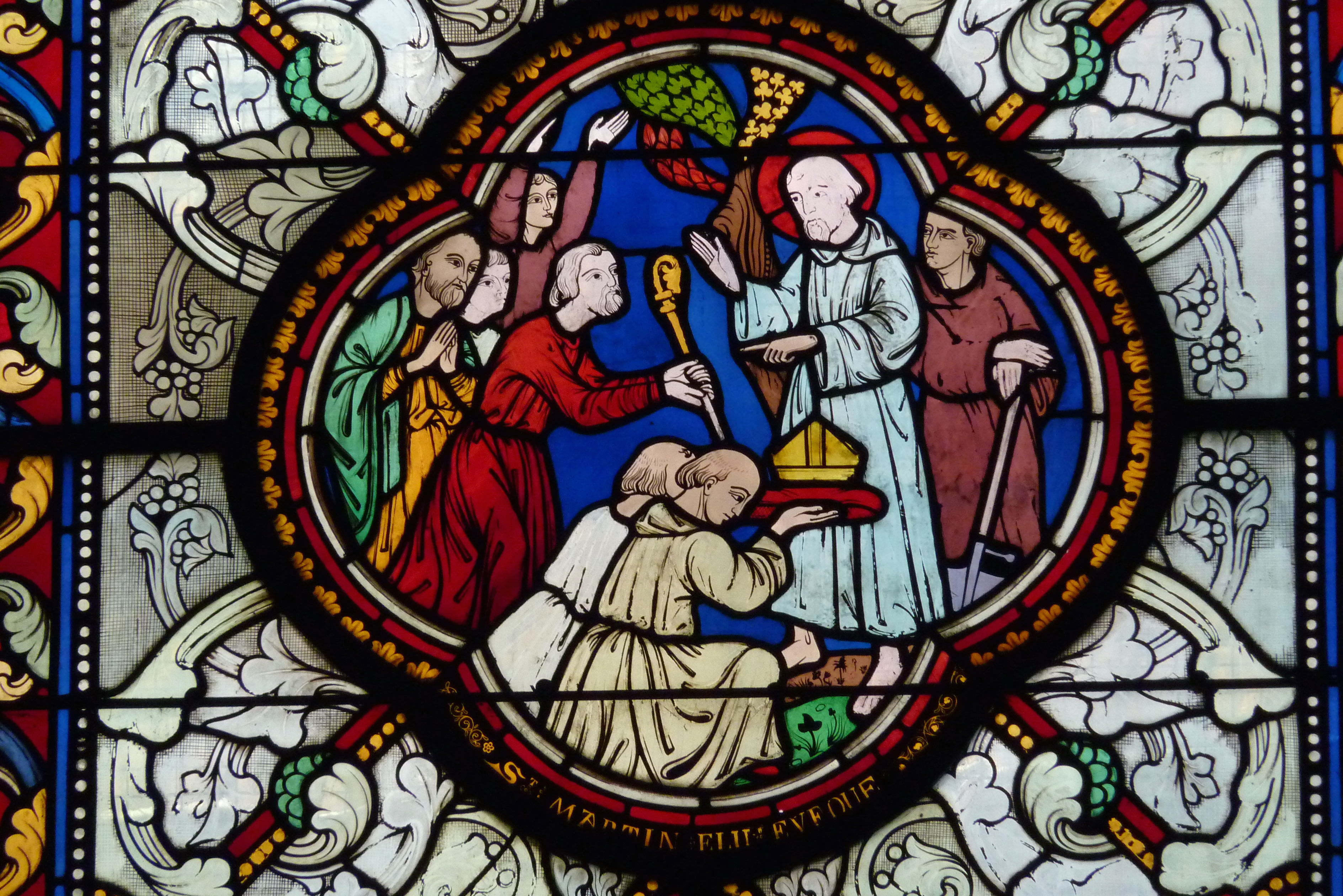
Martin est élu évêque
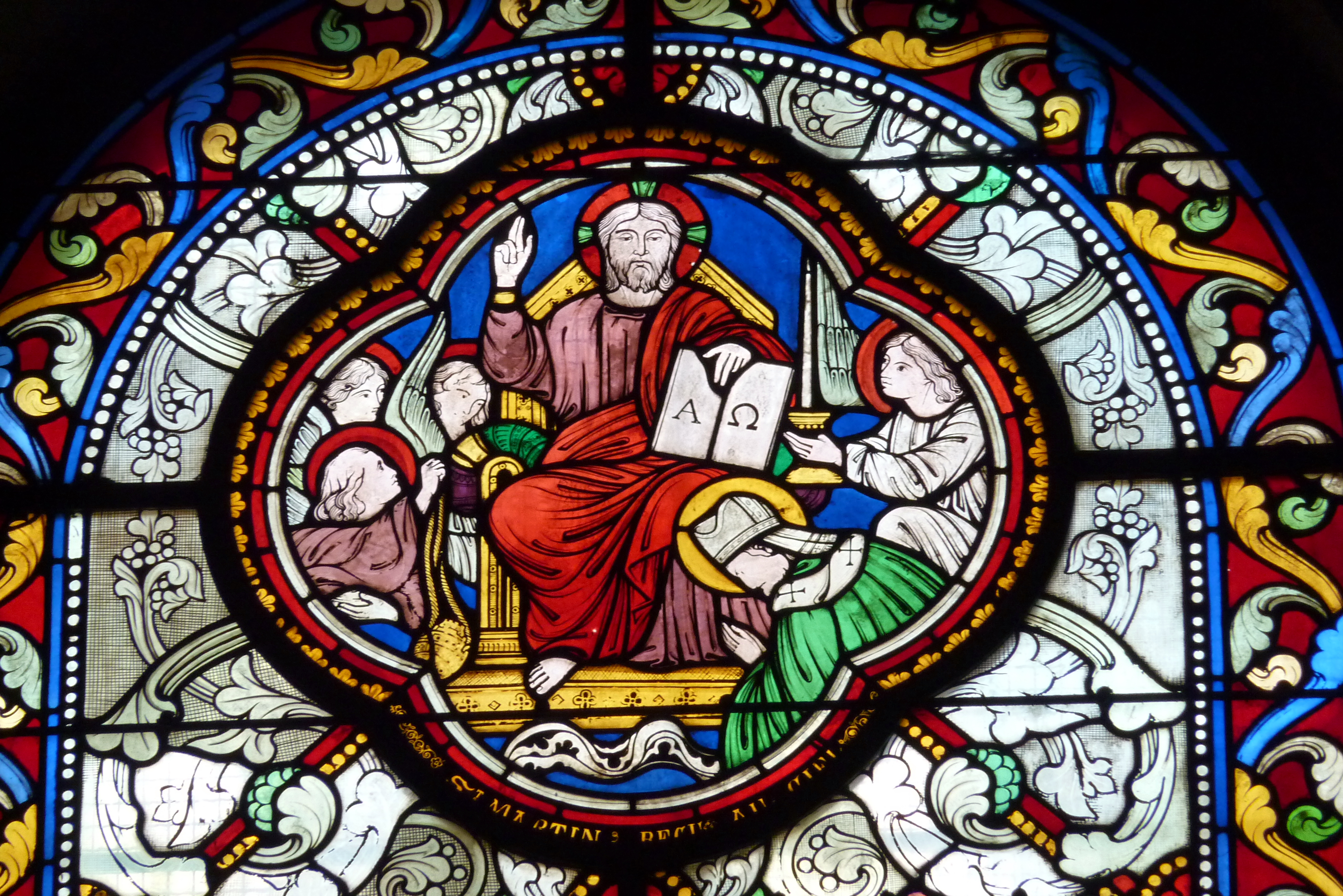
Assomption de Saint Martin au ciel

## La Diège

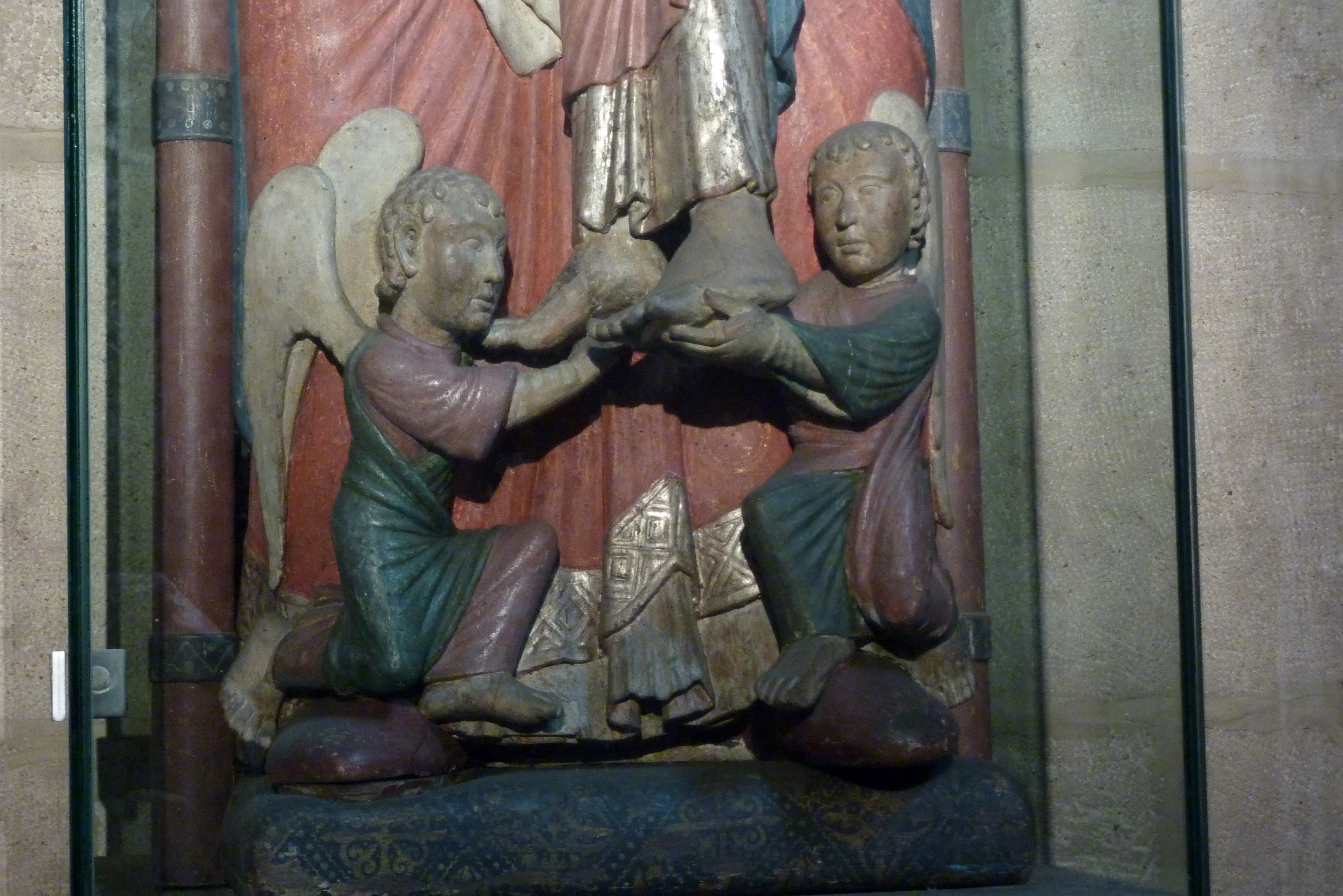
La Diège, deux anges portent l'enfant Jésus dans leurs mains.

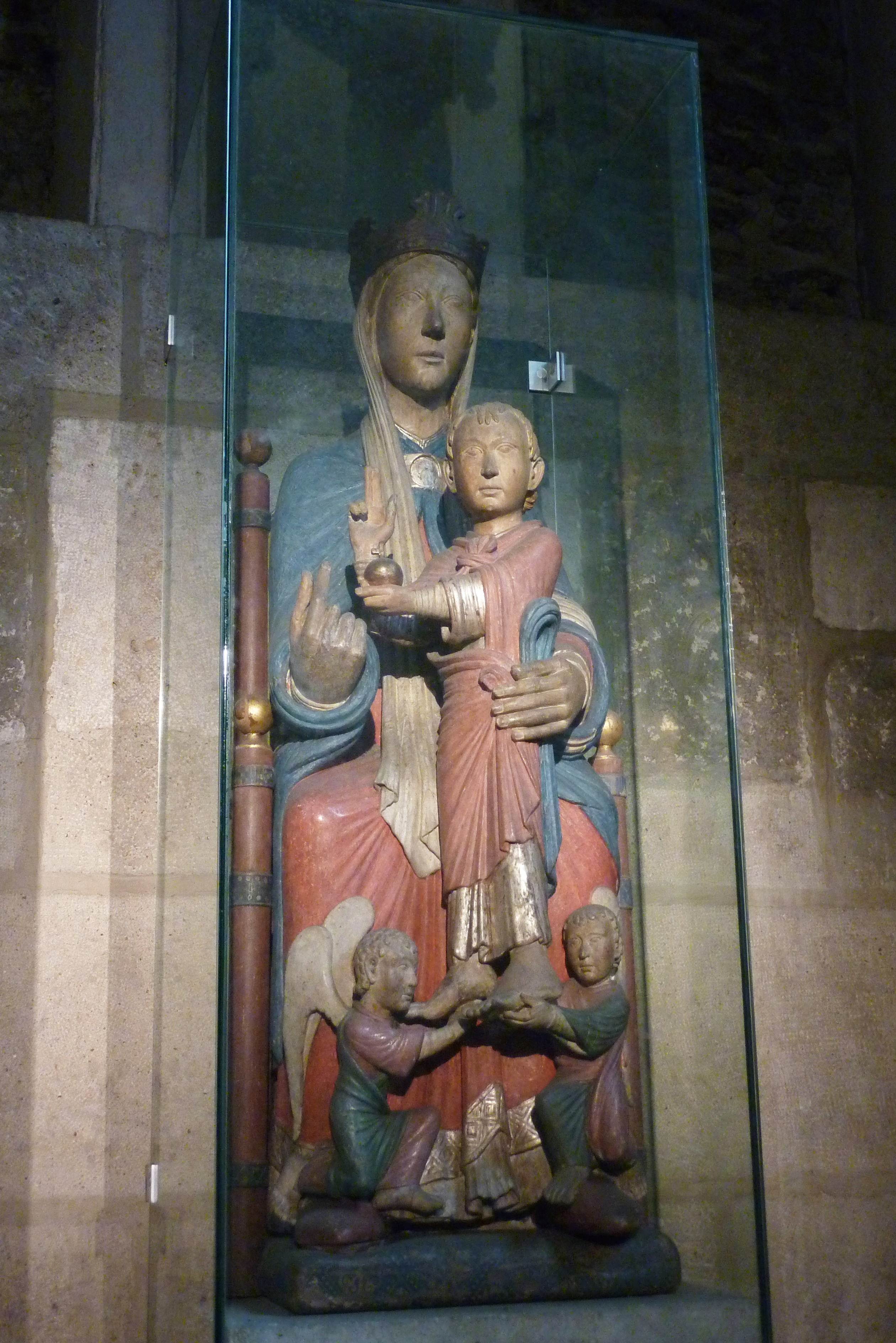
La Diège.

L'objet le plus ancien et le plus précieux de l'église est la sculpture en bois de la Madone, datant du XIIe siècle, et appelée La Diège. Ce nom dérive du terme latin Dei Genitrix (Mère de Dieu). Ce personnage était à l'origine vénéré dans une chapelle du hameau de Viltain, au sud de Jouy-en-Josas, et a longtemps été un lieu de pèlerinage. Lorsque la chapelle tombe en ruine vers 1780, la sculpture est transportée à l'église Saint-Martin. Pendant la Révolution française, elle est ramenée à Viltain et cachée dans une fenêtre murée. En 1850, elle est découverte lors de travaux de construction et ramenée à l'église Saint-Martin de Jouy-en-Josas. En 1863, elle est restaurée sous la direction d'Eugène Viollet-le-Duc.
La représentation frontale de Marie, les plis sévères de son voile et de son manteau sont typiques d'une figure romane de Madone. Le garçon Jésus tient le globe couronné d'une croix dans sa main gauche, sa main droite est levée en signe de bénédiction. Insolite est la présentation de l'enfant Jésus, qui n'est plus représenté comme un petit enfant et se tient devant Marie, porté entre les mains de deux anges.

## Autre mobilier

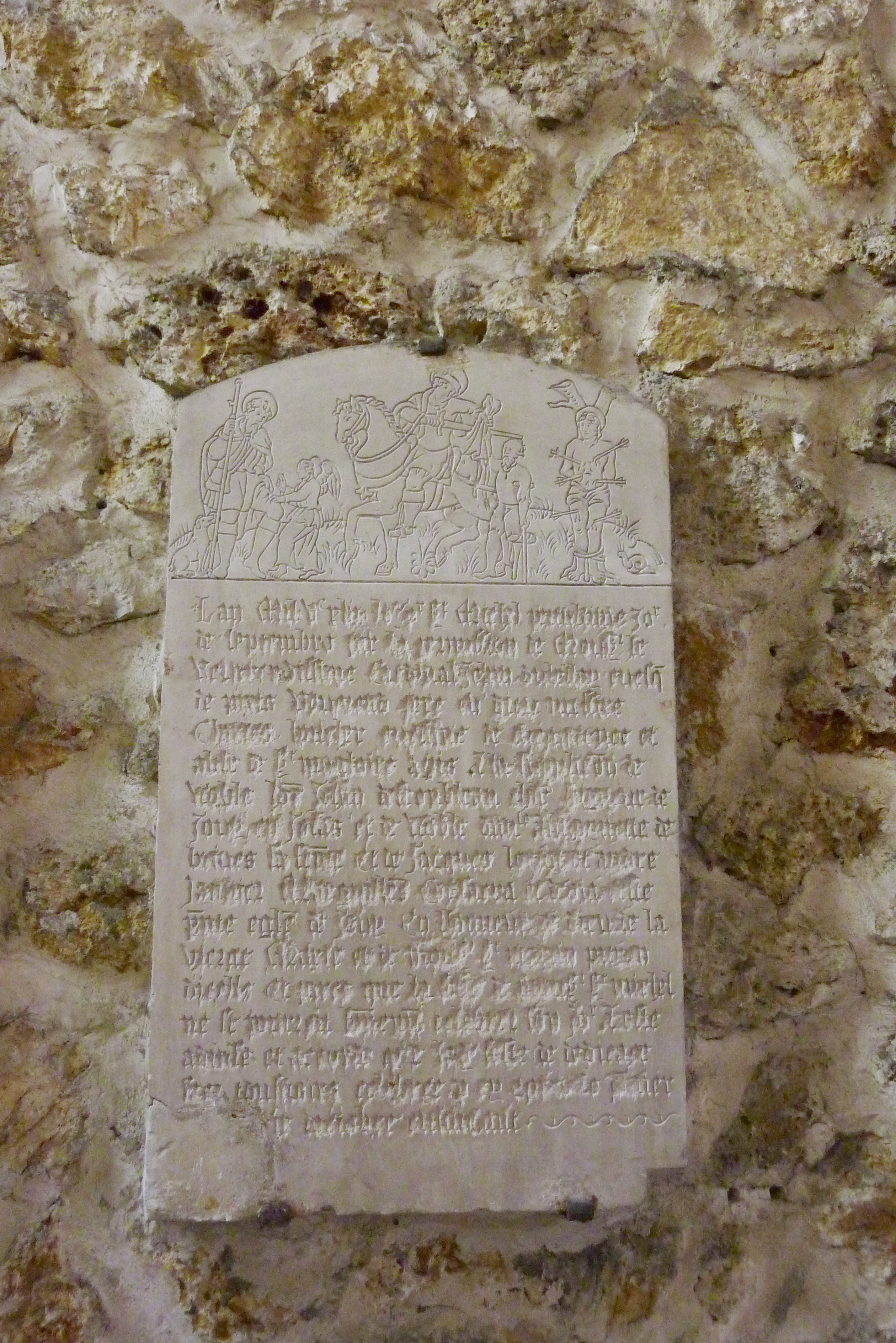
Plaque commémorative.

- Une plaque commémorative avec une inscription dédicatoire et l'année 1549 commémore la consécration de l'église au XVIe siècle. Des représentations en relief sont gravées dans la partie supérieure de la dalle de pierre. A gauche se trouve Saint Roch de Montpellier avec un chien à ses pieds et un ange soignant ses plaies, au milieu Saint Martin partageant son manteau avec un mendiant, et à droite Saint Sébastien, qui, attaché à un arbre, se faisant transpercer par flèches[3].
- Datant de la première moitié du XVIe siècle, les quatre stalles du chœur en bois sculpté[4].
- Une sculpture en pierre du XVIe siècle sur le mur du sommet du chœur, présentant Saint Martin, assis sur un cheval et partageant son manteau avec un mendiant[5].
- Sculpture en argile de Jean-Baptiste datant du XVIIe siècle[6].
- Sculpture en marbre représentant Saint Sébastien, datée de 1694, attribuée à Pierre Puget puis au Bernin[7].
- Confessionnal en bois sculpté, du XVIIIe siècle, dessiné par Louis-François Trouard et provenant de la cathédrale Saint-Louis de Versailles[8].

## Orgue

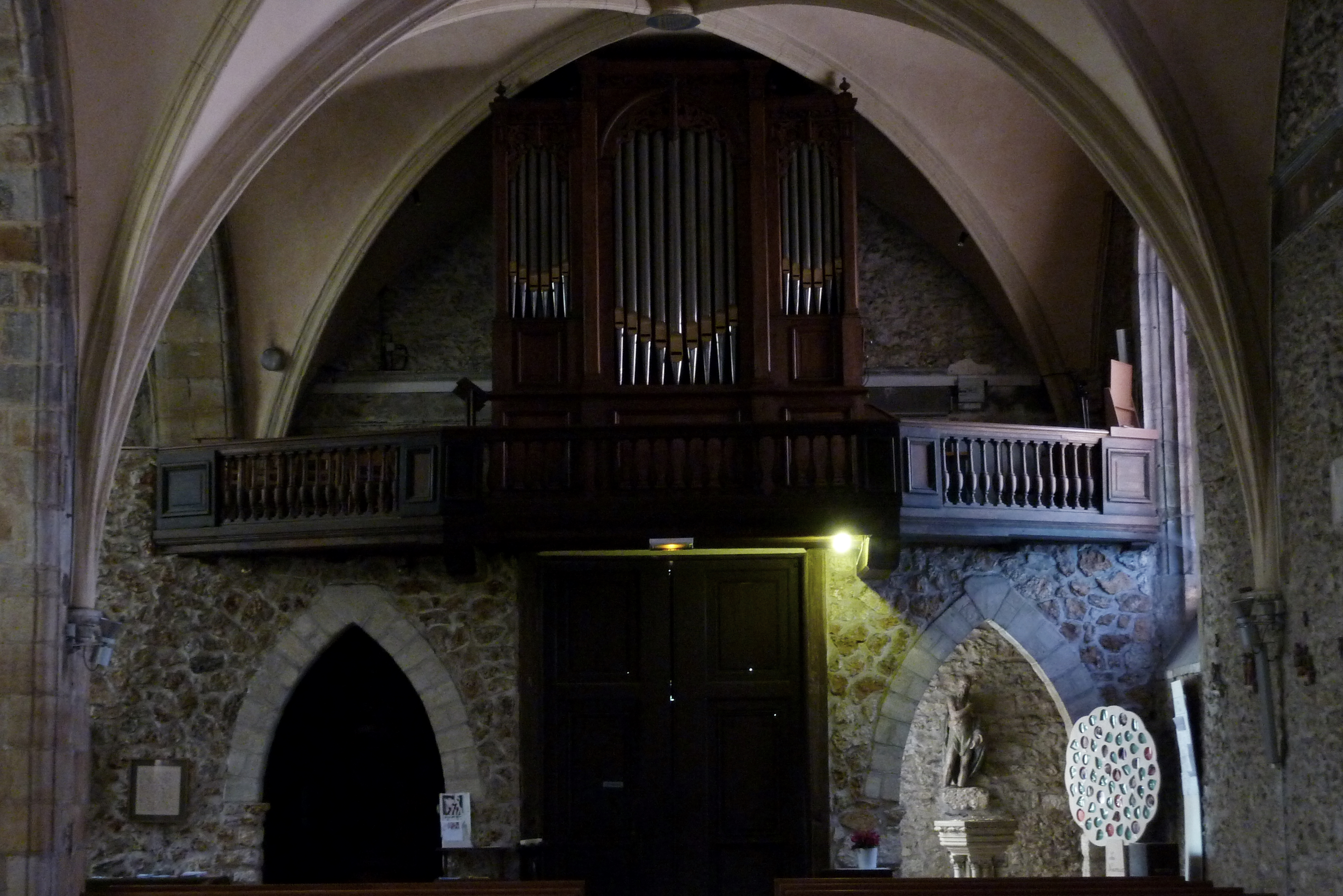
L'orgue.

L'orgue actuel a été construit en 1872 par le facteur d'orgues John Abbey en utilisant des pièces plus anciennes. En 1974-1975 l'instrument est restauré et agrandi par Adrien Maciet. L'instrument a 17 registres sur deux claviers manuels et pédalier.
| I Grand Orgue C–g 3 |              |         |
| 1.                  | Montre       | 8ème'   |
| 2.                  | Bourdon      | 8ème'   |
| 3.                  | constant     | 4′      |
| 4.                  | Nazard       | 2 ⁄3    |
| 5.                  | quatrième    | 2′      |
| 6.                  | tiers        | 1 3⁄5 ′ |
| 7.                  | Plein Jeu IV |         |
| 8e.                 | trompette    | 8ème'   |
| 9.                  | clairon      | 4′      |

| II Récit expressif C–g 3 |              |       |
| dix                      | flûte        | 8ème' |
| 11.                      | Salicional   | 8ème' |
| 12.                      | Voix céleste | 8e'   |
| 13.                      | flûte        | 4′    |
| 14                       | dupliquer    | 2′    |
| 15                       | Cromorne     | 8ème' |

| Pédales C–f 1 |          |     |
| 16            | soubasse | 16' |
| 17            | flûte    | 8e' |

- Paire : II/I, I/P, II/P.